# Спасоје Јелачић
Спасоје Јелачић (Нови Сад 17. мај 1968) је српски фудбалер и фудбалски тренер. Био је тренер и помоћни тренер ФК Војводине, ФК ТСЦ, као и многих других српских клубова.